# Vanderhoof
Vanderhoof är en ort i Kanada.   Den ligger i provinsen British Columbia, i den centrala delen av landet, 3 500 km väster om huvudstaden Ottawa. Vanderhoof ligger 635 meter över havet och antalet invånare är 1 462.
Terrängen runt Vanderhoof är huvudsakligen platt, men norrut är den kuperad. Vanderhoof ligger nere i en dal som går i öst-västlig riktning. Trakten runt Vanderhoof är nära nog obefolkad, med mindre än två invånare per kvadratkilometer.. Det finns inga andra samhällen i närheten.
I omgivningarna runt Vanderhoof växer i huvudsak barrskog.